# Чиргилчин

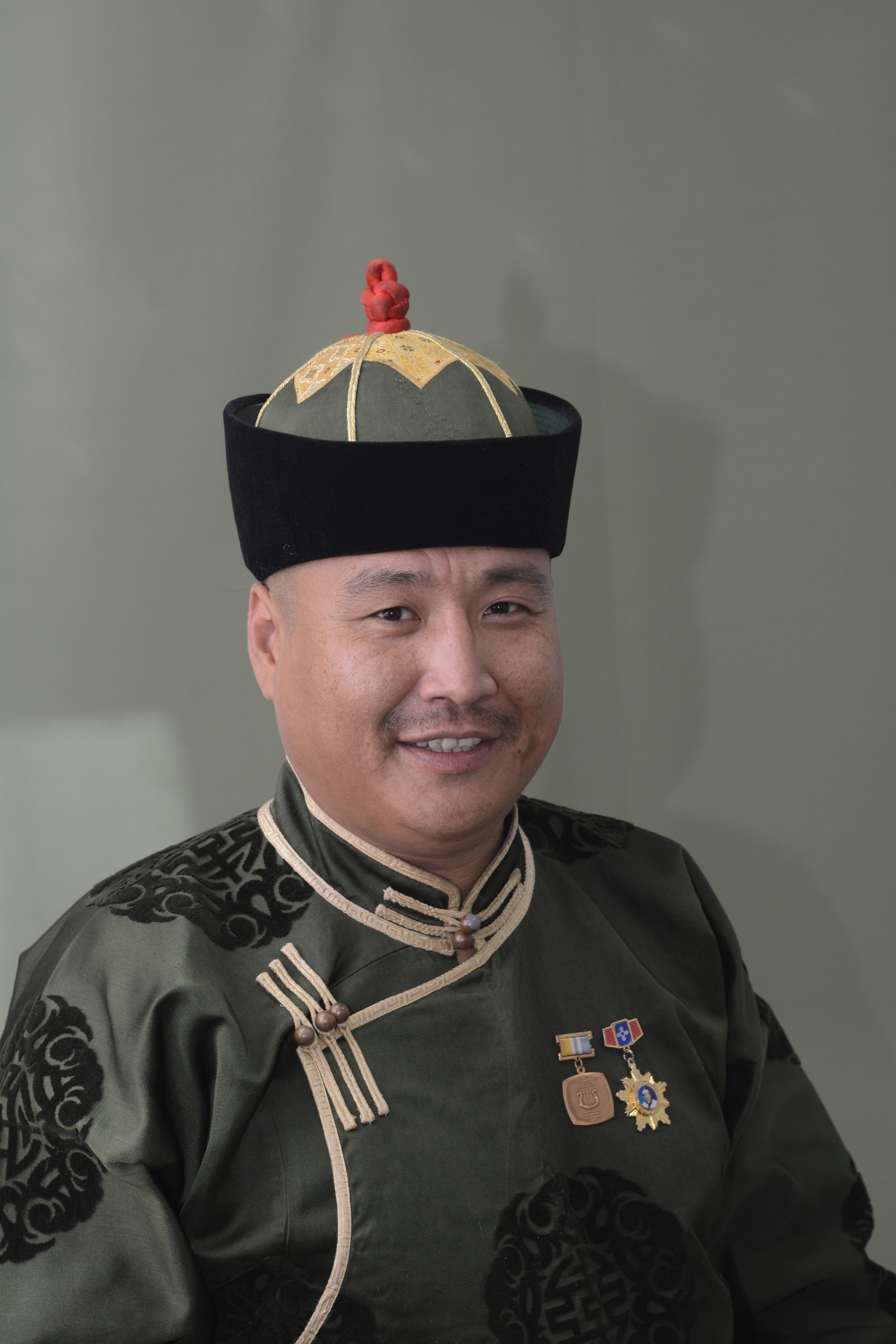
Кошкендей Игорь Михайлович

Чиргилчин (русск. мираж) — тувинский музыкальный коллектив, созданный в 1996 году. Музыканты исполняют традиционную тувинскую музыку, в том числе знаменитое тувинское горловое пение (тув. Хөөмей).
В состав группы входят Игорь Кошкендей (тыв. Көшкендей), Монгун-оол Ондар (тыв. Мөңгүн-оол), Быртаан-оол Айдын и Айдысмаа Кошкендей (тыв. Көшкендей). Членом группы являлся также Алдар Тамдын, ныне занимающий должность министра Культуры Тувы.
Игорь Кошкендей — призёр гран-при Международного конкурса горлового пения (в 1998, 2000 и 2002). Ещё один участник коллектива — Монгун-оол Ондар также стал победителем этого конкурса в 1992, но среди возрастной группы до 16 лет.

## Альбомы
- The Wolf and the Kid 1996
- Aryskan’s Wind 1999
- Ezir-Kara 2002
- Collectible 2005
- Will Teach 2006
- Pictures of Tuva 2008
- Kaldak-Khamar 2009

## Награды
- Фольклорная группа «Чиргилчин» признана «Лучшая фолк-группа» I Республиканский фестиваль живой музыки «Устуу-Хурээ-1999». г. Чадан, 1999.
- Фольклорный ансамбль «Чиргилчин» признан «Лучшим ансамблем» международного фестиваля «Дембилдей-2002», Кызыл, 2002.
- Фольклорный ансамбль «Чиргилчин» победитель IV Республиканского фестиваля живой музыки «Устуу-Хурээ-2002», г. Чадан, 2002.
- Фольклорный ансамбль «Чиргилчин» обладатель Гран-При Первого Международного конкурса исполнителей горлового пения (хоомей) в Китае. Китай, 2003.
- Фольклорный ансамбль «Чиргилчин» признан «Лучшей ФОЛК-ГРУППОЙ» Х Международного фестиваля живой музыки и веры «Устуу-Хурээ – 2008». Кызыл, 2008.
- Гран-При вокально-инструментальной группе «Чиргилчин» Международного фестиваля этнической музыки и ремесел «Мир Сибири». Красноярский край, п. Шушенское, 2012.

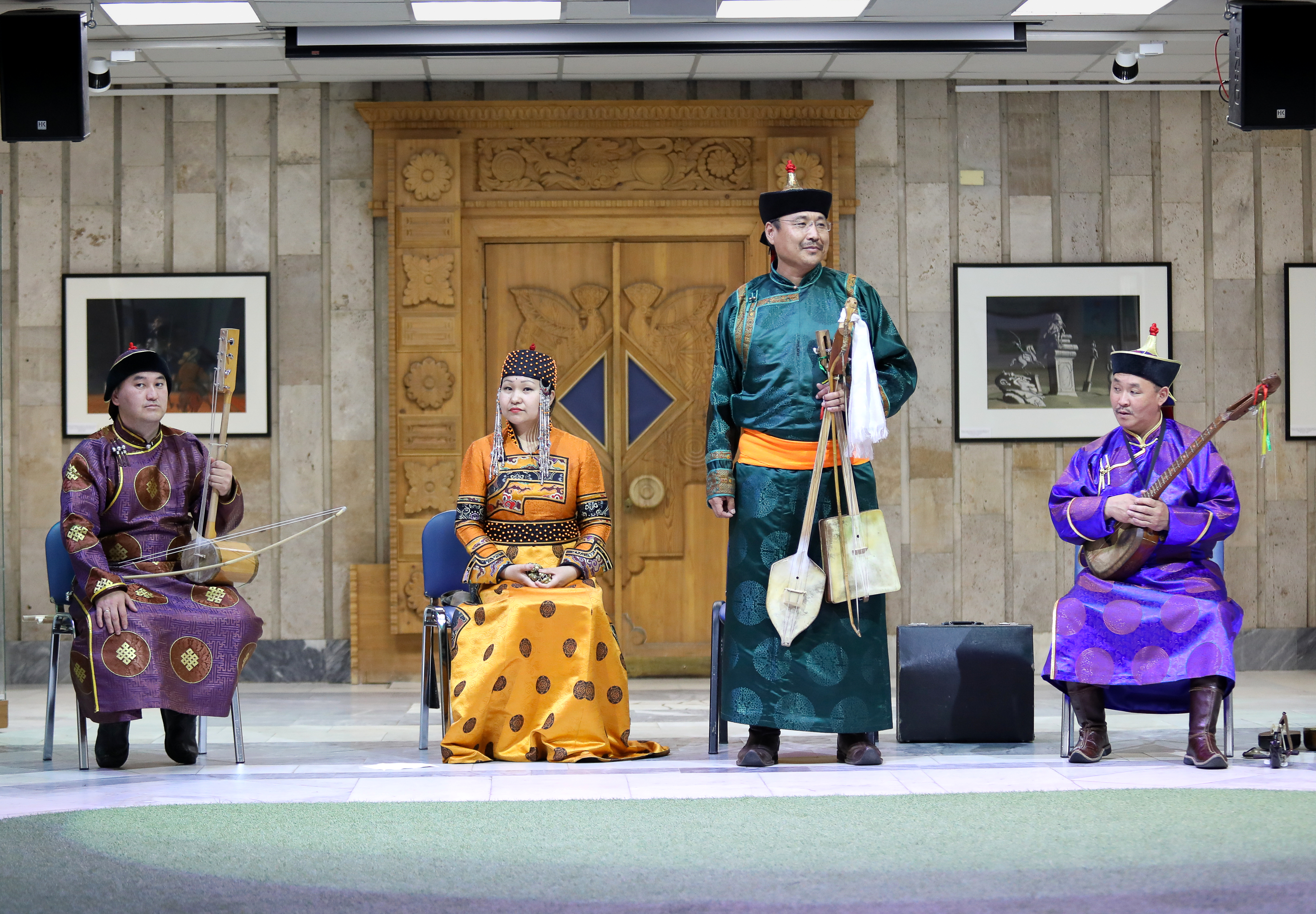
Выступление "Чиргилчин" в Российской государственной детской библиотеке, 2018 год.
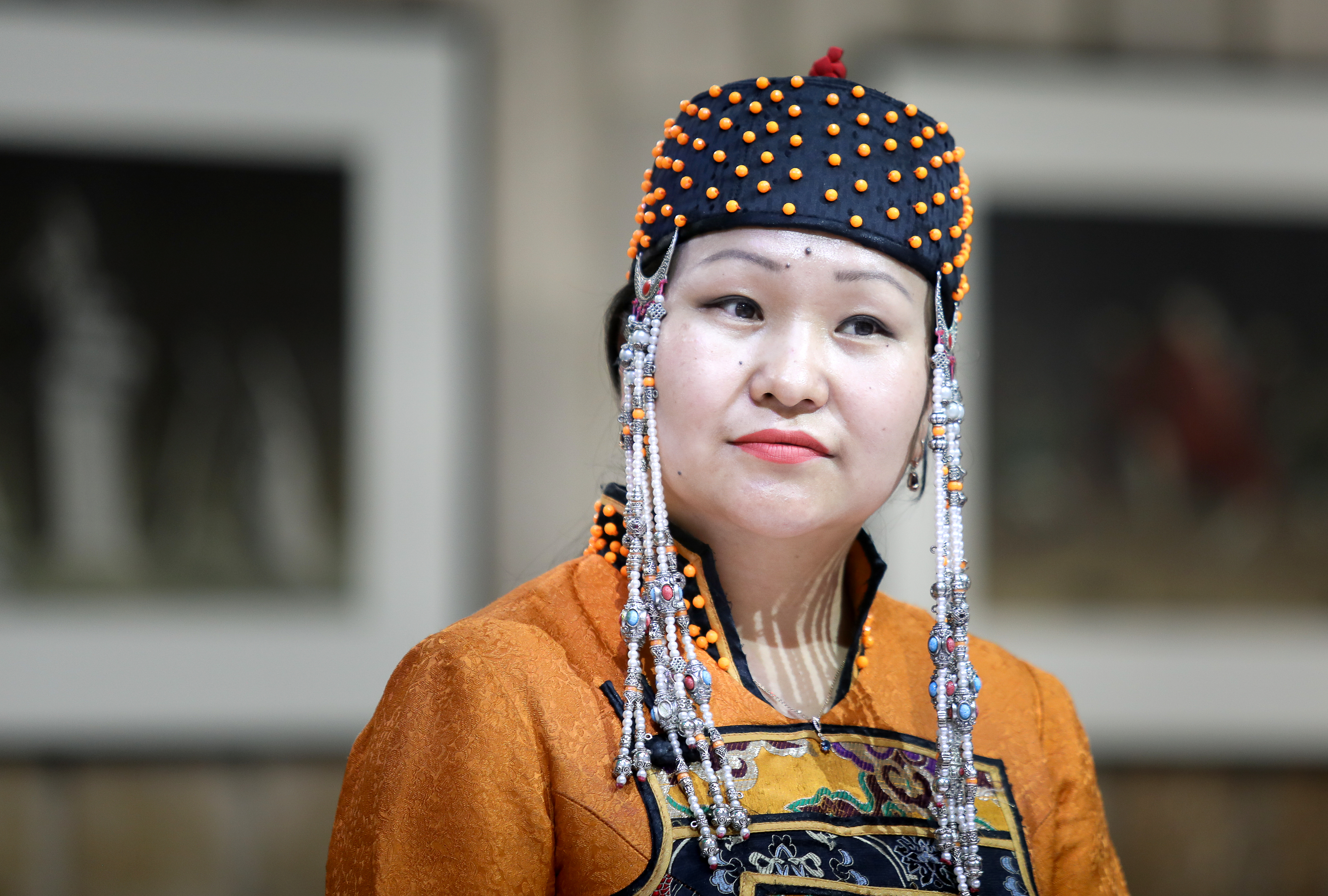
Айдысмаа Кошкендей- солистка коллектива "Чиргилчин", 2018 год.
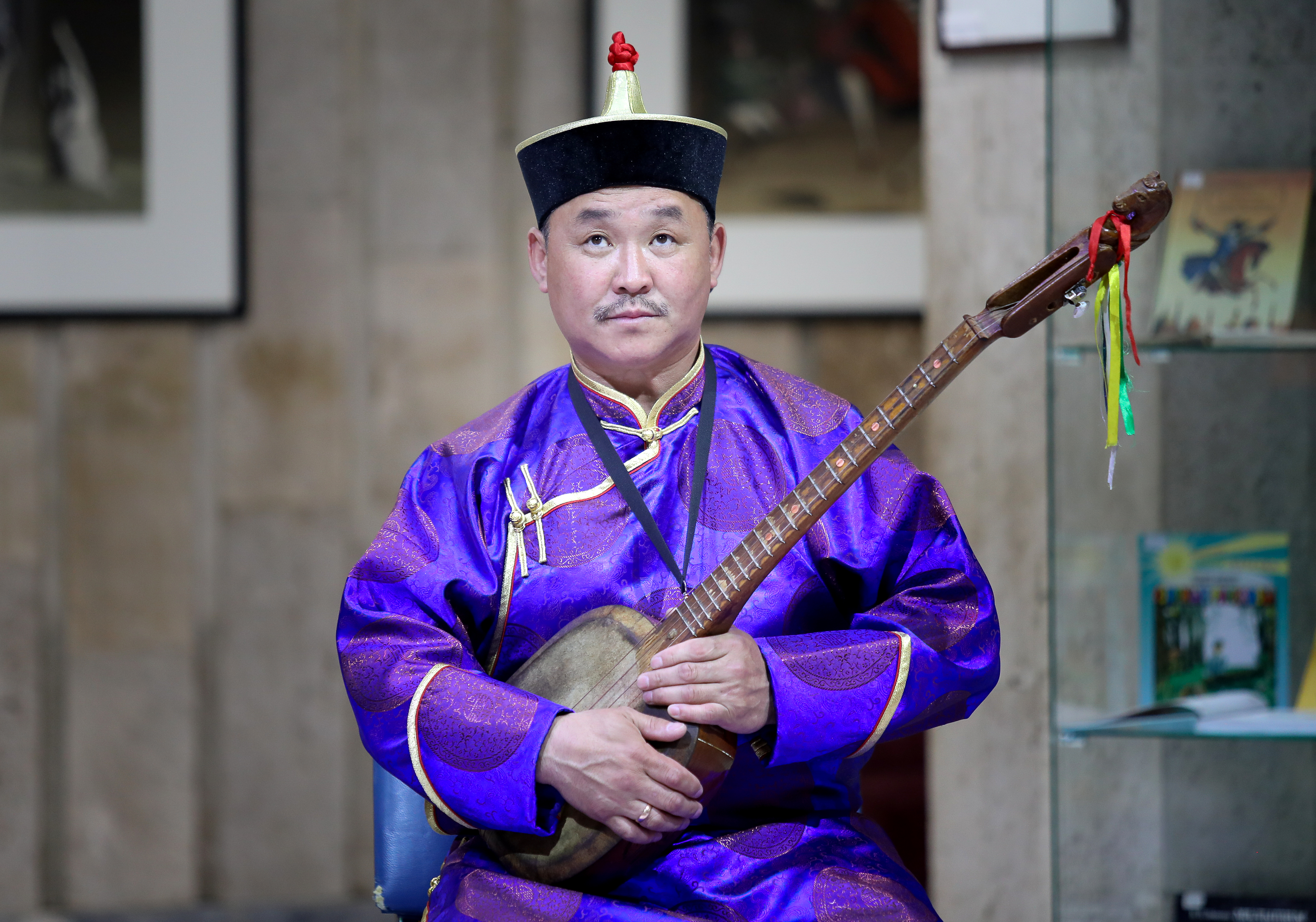
Монгун-оол Ондар Чиргилчин-  Народный хоомейжи Республики Тыва.
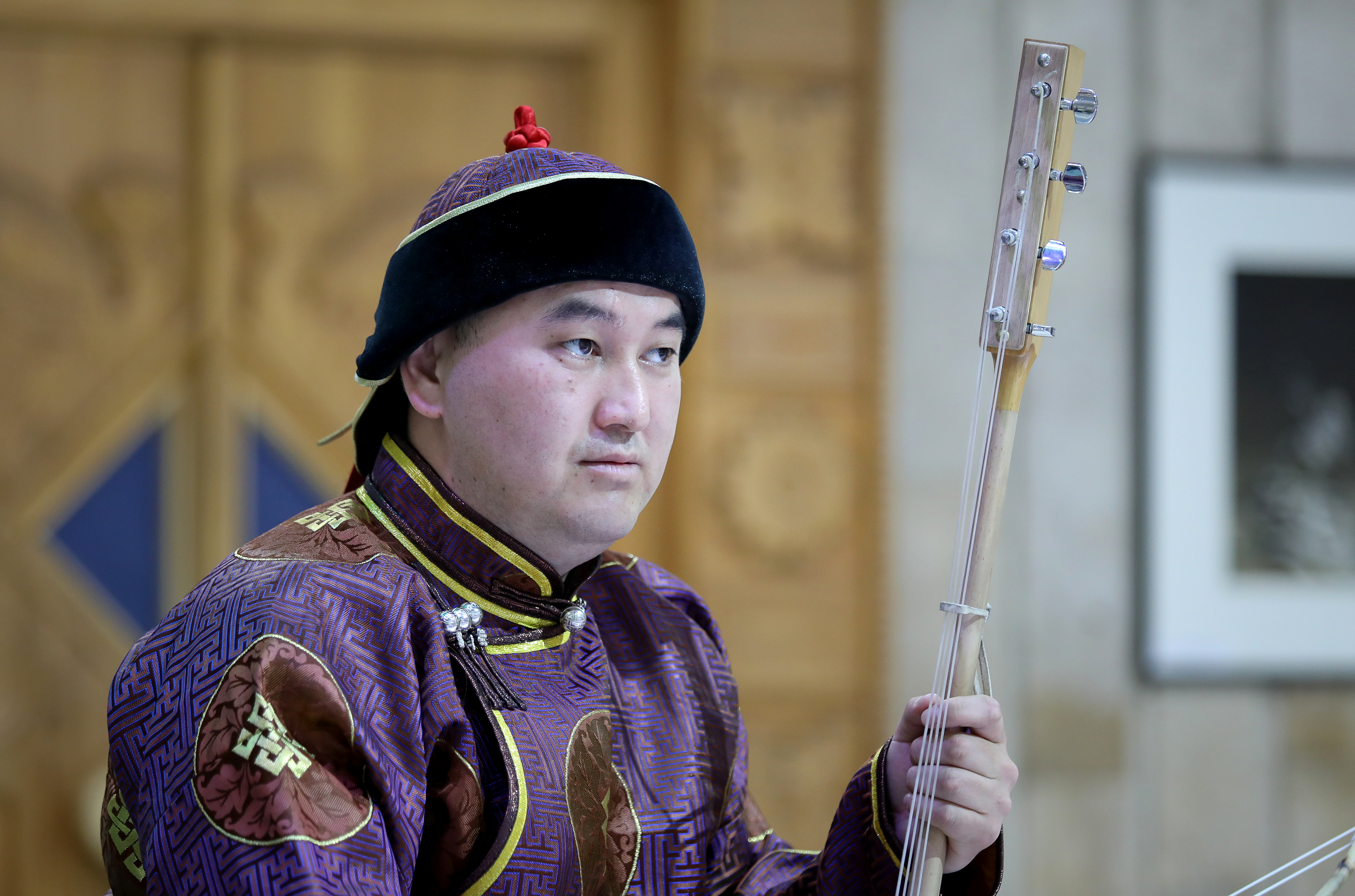
Быртаан-оол Айдын - солист коллектива "Чиргилчин", 2018 год.
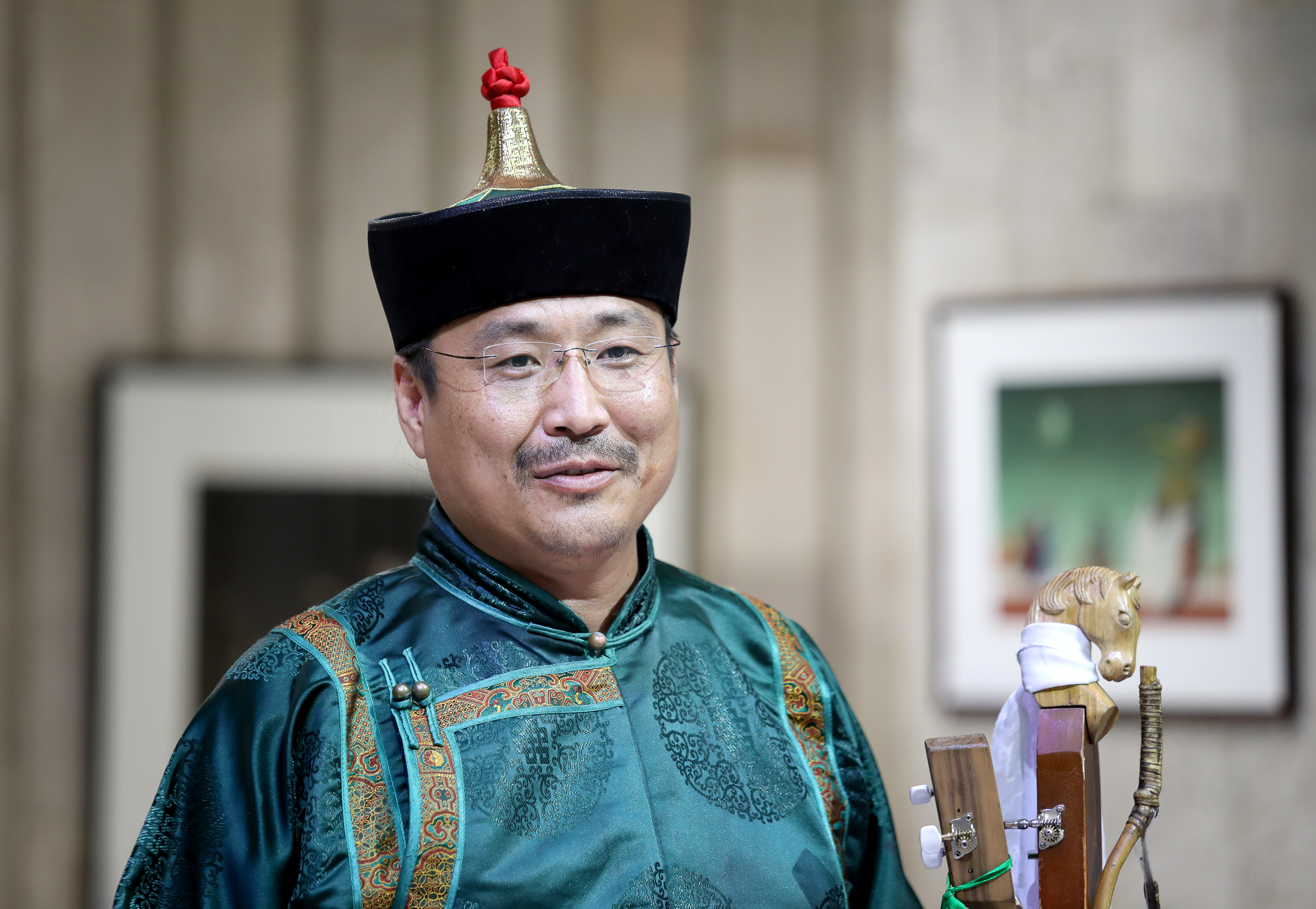
Игорь Кошкендей, 2018 год.